# Wasen (Adelsgeschlecht)

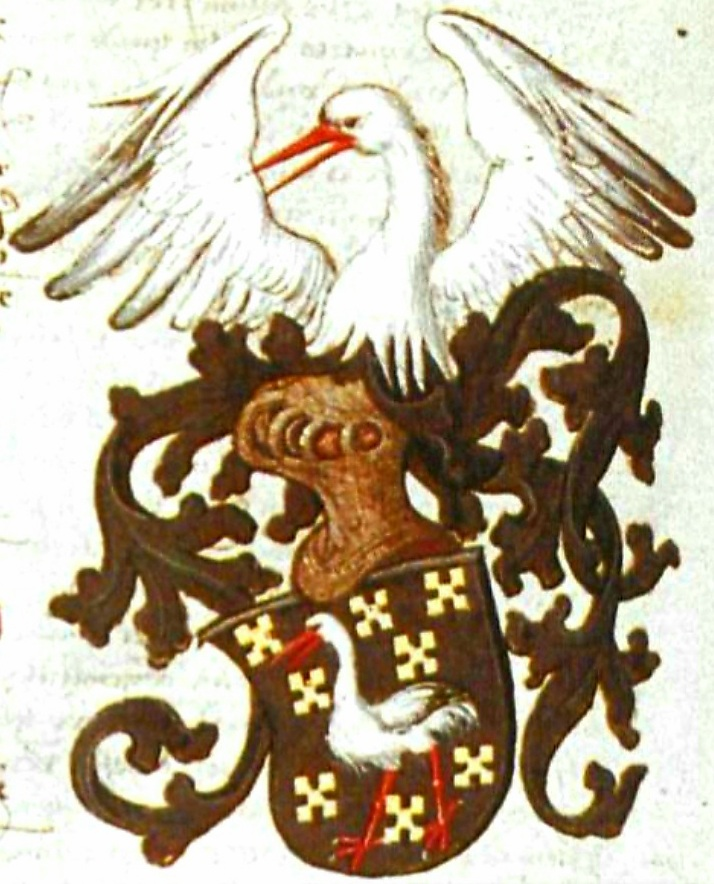
Wappen derer von Wasen im Lehenbuch des Kurfürsten Friedrich I., Pfalzgraf bei Rhein, 1471

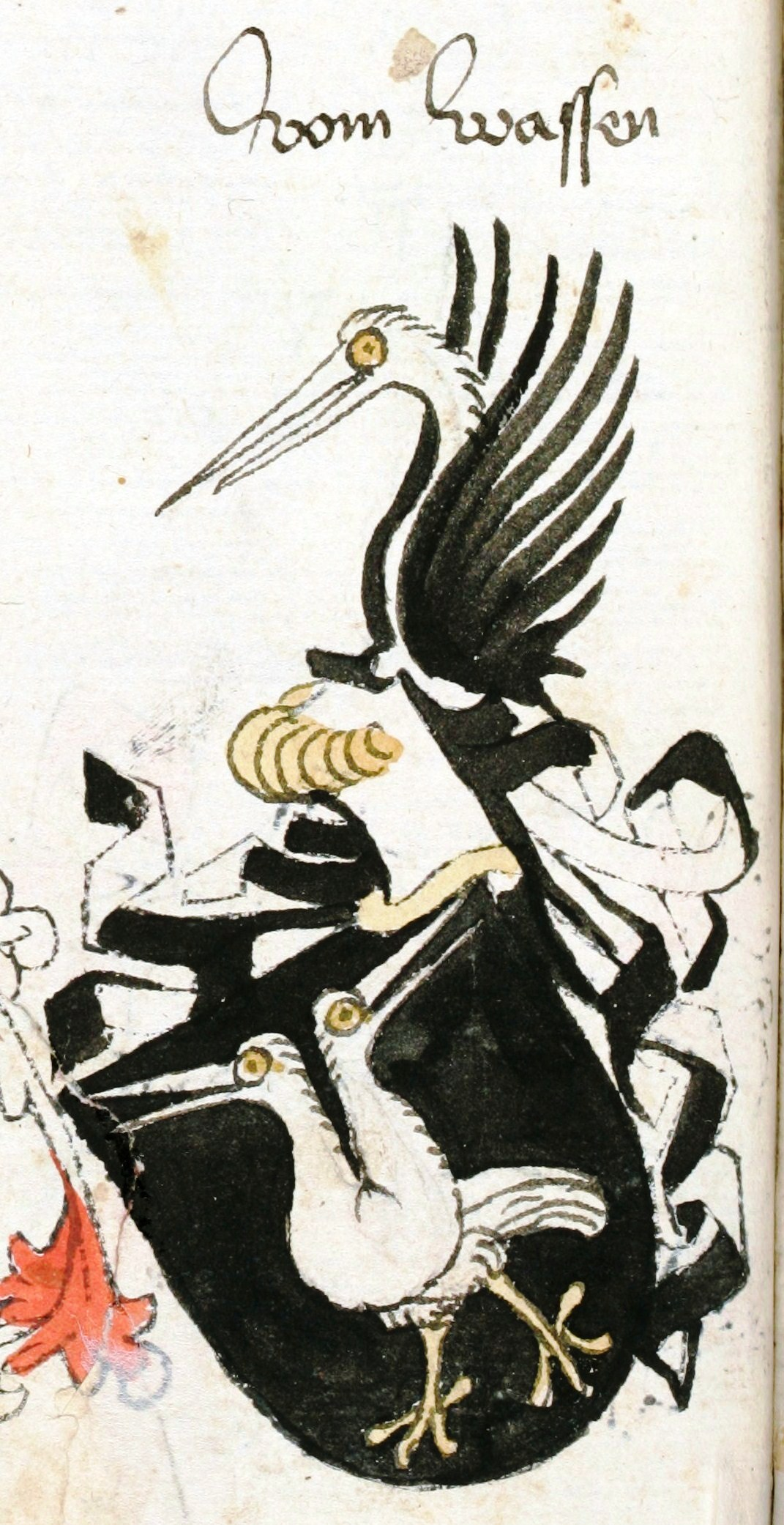
Wappen derer von Wasen im Codex Haggenberg, um 1470

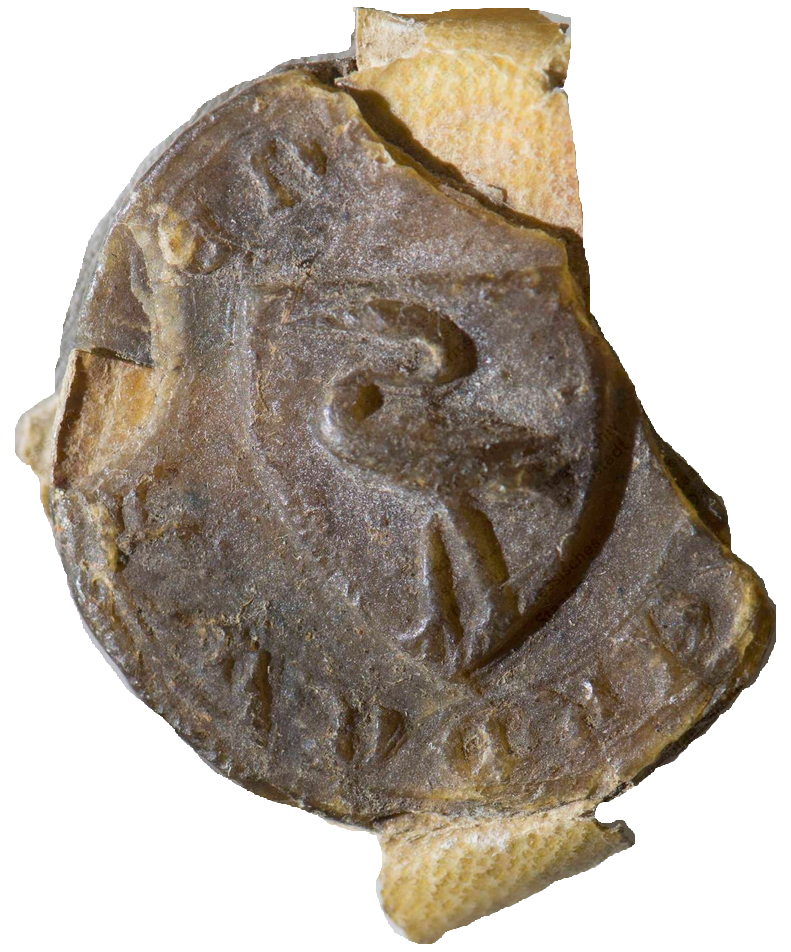
Siegel mit einköpfigem Wappen von 1414

Die Herren von Wasen waren ein ritterständisches Adelsgeschlecht, das im Maingau und im Umfeld der Stadt Aschaffenburg begütert war.

## Geschichte
Stammsitz der seit dem 12. Jahrhundert fassbaren Familie ist wahrscheinlich eine abgegangene Burg am Westhang des Berges Steiger bei Unterbessenbach. Ein Angehöriger der Familie begegnet erstmals als Zeuge einer Urkunde am 4. März 1150. Sein Platz in der Reihenfolge der Zeugenliste lässt vermuten, dass er ein Edelfreier war.
Der Aufstieg des Geschlechts ist eng verknüpft mit der kurmainzischen Stadt Aschaffenburg und dem dortigen Kollegiatstift St. Peter und Alexander. Konrad von Wasen ist 1268 wahrscheinlich Schöffe der Stadt. Beim Aufruhr der Bürger gegen das Stift im Jahr 1304 ist Ritter Friedrich von Wasen einer der zwei von der Stadt nominierten Schiedsrichter. 1311 bis 1332 ist Mechtild von Wasen Äbtissin im Kloster Schmerlenbach. Friedrich von Wasen ist 1350 als Stiftsrichter bezeugt. 1374 ist Conrad von Wasen, armiger, als Stadtschöffe nachweisbar. 1461–1465 ist eine gerichtliche Auseinandersetzung mit dem Stift um Zehntrechte und Grundzinsen der Güter am Godelsberg, Pfaffenberg, Beyersberg, Rosenberg, Ziegelberg und am Strudelbach, belegt. In Frankfurt am Main war Winter von Wasen 1388 Schultheiß der Stadt. In dieser Eigenschaft geriet er während der Kronberger Fehde in Gefangenschaft.
Die Familie teilte sich im späten Mittelalter in zwei Linien zu Aschaffenburg und zu Babenhausen. Die Aschaffenburger Linie erlosch um die Mitte des 16. Jahrhunderts. Die Babenhausener Linie endet 1611 mit Hans von Wasen, Amtmann zu Grünsfeld und dessen nachgeborenem Sohn Johann Wolfgang († 1612).

## Besitz

### Aschaffenburg
Seit dem 13. Jahrhundert besaßen die Herren von Wasen in Aschaffenburg das Haus Großer Riese am Herstall. In einem Testament des Nicolaus von Wasen aus dem Jahr 1344 waren bereits zwei benachbarte Häuser und zwei weitere neue Häuser hinzugekommen. Henne von Wasen besaß 1421 ein Burglehen des Mainzer Erzstifts in Aschaffenburg. Im 14. Jahrhundert trifft man Namensträger als Angehörige des Stifts und in dessen Stiftsnekrologen. Im 16. Jahrhundert sind Verkäufe des Aschaffenburger Besitzes belegt. So verkauften Eberhard von Wasen und seine Frau 1502 die großen und kleinen Zehnten in und um Aschaffenburg an das Stift für 650 fl. 1530 verkauften die Vormünder seiner Erben weitere Zehntrechte an das Stift.

### Untermaingebiet
Außerhalb Aschaffenburgs traten die Herren von Wasen häufig als mainzische Forstbedienstete und Lehensleute der folgenden Territorialherren auf:
- Erzbistum Mainz
- Stiftspröpste von Aschaffenburg
- Herrschaft Bickenbach
- Grafschaft Hanau-Münzenberg
- Grafschaft Hanau-Lichtenberg
- Grafschaft Isenburg
- Grafschaft Erbach
- Grafschaft Rieneck
- Grafen von Wertheim
- Freie Reichsstadt Frankfurt am Main
- Burggrafschaft Friedberg

1403 belehnte ein Konrad IX. von Bickenbach, Burggraf zu Miltenberg, den Philipp von Wasen mit dem von der Herrschaft Bickenbach lehenbaren Wein- und Kornzehnt zu Wenigumstadt. In der Klingenberger Fehde (vor 1437) zwischen dem Mainzer Erzbischof Theoderich von Erbach und den Burgmannen der Bickenbacher Clingenburg wird beim Schiedsspruch von 1439 ein Friedrich von dem Wasen genannt. 1451 hat Winter von Wasen von Gottfried von Eppstein ein Sondergericht in Bieber zu Lehen. Mindestens seit 1452 ist eine Belehnung mit dem Häuser Schloss durch die Grafen von Hanau urkundlich nachweisbar. 1464 werden sie von den Bickenbachern mit dem neunten Teil am Zehnt zu Mömlingen belehnt.
1479 wurde unter dem Prämonstratenserpropst Eberhard von Wasen (Eberhard II. nach Zählung des Klosters Lorsch) das Lorscher Evangeliar neu gebunden. Sein Wappen ist auf dem Einband eingeprägt.
Die von Wasen werden als Burgmannen von Babenhausen genannt (1480–1592) und hatten viele Lehen im Gebiet des Bachgau bis zur Stadt Dieburg und Eppertshausen (in dessen späteren Wappen sie aufgrund umfangreicher Besitztümer aufgenommen wurden). Sie waren vielfach mit dem lokalen Adel verbunden, so ein Cons von Wasen, der Mitte des 14. Jahrhunderts eine Jutta Wambolt von Umstadt heiratete. Anna von Wasen war Anfang des 14. Jahrhunderts mit Volprecht Riedesel von Eisenbach verheiratet. Heinrich von Wasen, wahrscheinlich der Bruder des Hans von Wasen, war mit Gertraud von Berlichingen verheiratet. Seine Tochter, Katharina Christophera, und die Ehefrau Hans von Wasens, eine geborene Wolfskeel, stritten sich um das Erbe der in männlicher Linie ausgestorbenen von Wasen.

## Wappen

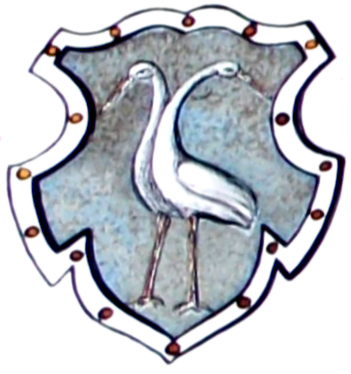
Wappenbild der Weiler mit dem Storch nach einem Wappenfenster im Rittersaal des Schlosses Mespelbrunn. Die Weiler waren eng verwandt oder identisch mit den Wasen und benutzten das gleiche Wappen

Das Wappen der Herren von Wasen ist ein „versteckt redendes“. Es zeigt einen Stelzvogel (Storch oder Kranich). Das Wappen ist in Varianten bei zahlreichen Adelsfamilien der Region belegt (von Bessenbach, von Kugelnberg von Weiler, von Heidebach und von Wallstadt). Mit einiger Wahrscheinlichkeit ist von einer Wappenübernahme durch Abstammung oder Verschwägerung bei diesen Familien auszugehen, wobei für die Herren von Wasen aufgrund der Verbindung zum Namen von der ältesten und ursprünglichen Form auszugehen ist.
Auf den ältesten Siegeln ist jeweils ein einköpfiger Stelzvogel in schwarzem Feld zu sehen. Der Schildgrund ist dabei mit wechselnden Beizeichen bestreut: kleine Sterne, Kugeln, Kreuze, in den spätesten Formen Kleeblätter. Die Aschaffenburger Linie geht ab 1344 mit Friedrich und Nicolaus von Wasen zu einem doppelköpfigen Storch über. Die Farben bleiben gleich, Beizeichen fehlen zunächst, später wird das schwarze Feld mit goldenen Kreuzen bestreut. Die Babenhausener Linie behält bis zu ihrem Aussterben den einköpfigen Storch auf schwarzem Feld bei.
Beide Linien verwenden als Helmzier zunächst einen Storchenrumpf, später wird daraus ein wachsender Storch mit erhobenen Flügeln, zuletzt ein stehender Storch zwischen zwei schwarzen Flügeln.

Wappen der Gemeinde Eppertshausen: Kleeblätter und Storch werden den von Wasen zugeordnet, blaues Schild und geschachteter Schrägbalken den Groschlag von Dieburg[10]
Doppelköpfiger Storch im Wappen von Glattbach, wo die Herren von Wasen 1387 bis 1528 ein Hofgut besaßen.
Wappen von Bessenbach mit dem doppelköpfigen Storch der Herren von Bessenbach.